# R68A
Le R68A sono una serie di 200 carrozze della metropolitana di New York operanti nella divisione B e realizzate dalla Kawasaki Heavy Industries tra il 1988 e il 1989 a Kōbe e Yonkers, nello Stato di New York.